# Louis Trolle Hjelmslev
Louis Trolle Hjelmslev (ur. 3 października 1899, zm. 30 maja 1965) – duński językoznawca, główny przedstawiciel kopenhaskiej szkoły strukturalistycznej, współtwórca (wraz z H.J. Uldallem) glossematyki. Prace Hjelmsleva z zakresu glossematyki zainspirowały wielu semiologów w Europie.
Zajmował się w pierwszej kolejności lingwistyką. W latach 30. XX wieku, działając w Kole Lingwistycznym w Kopenhadze, przyczynił się do rozwoju strukturalizmu naukowego. Wiele pojęć wprowadzonych przez Hjelmsleva zostało potem rozwiniętych w dalszych badaniach semiotycznych. Można tu wymienić terminy takie, jak semiotyka, zawartość, forma, wykorzystanie. Wśród pojęć rozwiniętych przez Hjelmsleva znalazły się również te, które stanowią kanwę glosariusza glossematyki: (termin) neutralny, (termin) złożony, metasemiotyka, norma, materia, tekst.
Dzieło Hjelmsleva jest trudne w odbiorze, zarówno ze względu na sam język, jakim posługuje się autor, jak i ze względu na wysoki poziom abstrakcji refleksji. Jego lektura jest jednak niezbędna dla wszystkich tych, którzy chcą zgłębiać teorię semiotyki.